# Resort Now Larimar
El Resort Now Larimar es un complejo turístico situado en Playa Bávaro, en Punta Cana, República Dominicana. Fue inaugurado a finales de 2007. El complejo se encuentra en una Playa compartida con muchos otros hoteles. El hotel conocido formalmente como el Edenh Real Arena Resort, es operado por Now Resorts. 
Hay 658 habitaciones. Hay tres tipos de habitaciones, las de lujo, las habitaciones Club Paraíso, y 38 suites. Las habitaciones están situadas en dos edificios paralelos, cada uno tiene cuatro plantas.